# Olivia e Ava White
Olivia e Ava White (Los Angeles, Califórnia, 24 de Junho de 2005) começaram a atuar muito cedo, quando tinham apenas 10 semanas de idade, como coadjuvantes em Veronica Mars e Ghost Whisperer. Com 6 meses de idade, passaram a participar da soap opera da NBC, Days of Our Lives, onde mantinham o papel de Claire Kiriakis, e depois de 9 meses na trama, seus pais assinaram um contrato de dois anos com os produtores da série, para manter as garotas no programa. Além disso, elas também participaram de What about Brian como Carrie Greco, a filha caçula de Dave e Deena Greco.

## Filmografia

### Televisão
- 2007 Days of Our Lives como Claire Kiriakis
- 2007 What about Brian como Carrie Greco

### Cinema
- 2007 Domestic Import como Katie McMillan